# Чащино (Свердловская область)
Ча́щино — посёлок в Свердловской области России. Входит в городской округ город Нижний Тагил.

## География
Посёлок расположен в лесистой и болотистой местности Урала, возле реки Чащихи и неподалёку от большого торфяного болота. Посёлок находится к северо-западу от Екатеринбурга, в 10 километрах (по автодороге в 11 километрах) к юго-западу от Нижнего Тагила и к северо-востоку от большого посёлка Черноисточинска, неподалёку от шоссе местного значения Нижний Тагил — Черноисточинск — Висимо-Уткинск.
Бывшая станция Висимо-Уткинской узкоколейной железной дороги.

## История
Посёлок Чащино возник в конце XIX века при железнодорожной станции Чащино Висимо-Уткинской узкоколейной железной дороги направления Нижний Тагил — Дуниты (п. Уралец) как поселение добытчиков топливного торфа для заводских печей Нижнетагильских заводов с расположенного вокруг Горбуновского (Чащинского) торфяника. В 2008 году станция узкоколейки была демонтирована. В 1966 году Указом Президиума ВС РСФСР посёлок торфобрикетного предприятия переименован в Чащино. После закрытия в 1997 году торфопредприятия закрылись котельная, детский сад и клуб.

## Население
| 2002 | 2010 |
| ---- | ---- |
| 183  | ↗186 |

Структура
По данным переписи 2002 года, русские составляли 99 % населения посёлка Чащино. По данным переписи 2010 года, в посёлке проживали 88 мужчин и 98 женщин.

## Инфраструктура
В посёлке есть клуб, школа, почта, фельдшерский пункт и находится реабилитационный центр «Исход».